# Indicator pumilio
El indicador enano (Indicator pumilio) es una especie de ave piciforme de la familia Indicatoridae que habita en África Central. Se extiende por la República del Congo, Ruanda, Uganda, y posiblemente Burundi. Su hábitat natural son los bosques montanos húmedos tropicales. Se encuentra amenazado por pérdida de hábitat.